# Melica violacea
Melica violacea är en gräsart som beskrevs av Antonio José Cavanilles. Melica violacea ingår i släktet slokar, och familjen gräs. Inga underarter finns listade i Catalogue of Life.